# Tim Schafer
Tim Schafer (* 26. června 1967 Kalifornie) je americký producent počítačových her, zakladatel společnosti Double Fine Productions, ale především více než 10 let zaměstnanec LucasArts, kde spolupracoval na titulech jako The Secret of Monkey Island, Monkey Island 2: LeChuck's Revenge, Day of the Tentacle a sám vedl projekt hry Full Throttle.
V říjnu 2009 vydal se svou společností, ve spolupráci s Electronic Arts hru Brütal Legend pro Xbox 360 a PlayStation 3. V herním průmyslu je nejlépe znám pro jeho dovednosti podání příběhu a humoru ve hrách.